# Kapinci
Kapinci falu Horvátországban Verőce-Drávamente megyében. Közigazgatásilag Szópiához tartozik.

## Fekvése
Verőce központjától légvonalban 24, közúton 26 km-re keletre, községközpontjától 4 km-re nyugatra, Nyugat-Szlavóniában, a Dráva jobb partján, a Drávamenti-síkságon, Szópia és Vaska között fekszik. A falu átfolyik a közeli Dráva-csatornába ömlő Csagyavica-patak.

## Története
A falut Boszniából érkezett katolikus vallású sokácok és pravoszláv rácok alapították feltehetően a 17. században, a török hódoltság idején. A lakosság többsége a török kiűzése után is helyben maradt. Az első katonai felmérés térképén „Dorf Kapince” néven találjuk. Lipszky János 1808-ban Budán kiadott repertóriumában „Kapincze” néven szerepel. Nagy Lajos 1829-ben kiadott művében „Kapincze” néven 45 házzal, 268 lakossal szerepel.
Verőce vármegye Szalatnoki járásának része volt. 1857-ben 410, 1910-ben 667 lakosa volt. 1910-ben a népszámlálás adatai szerint lakosságának 43%-a horvát, 41%-a szerb, 12%-a magyar, 4%-a német anyanyelvű volt. Az I. világháború után 1918-ban az új szerb-horvát-szlovén állam, majd később (1929-ben) Jugoszlávia része lett. A II. világháború végén a partizánok elűzték a német és magyar lakosságot. Önkéntes tűzoltóegyletét 1952-ben alapították. 1991-ben 286 főnyi lakosságának 54%-a horvát, 40%-a szerb nemzetiségű volt. 2011-ben a településnek 186 lakosa volt.

## Lakossága
| Lakosság változása | Lakosság változása | Lakosság változása | Lakosság változása | Lakosság változása | Lakosság változása | Lakosság változása | Lakosság változása | Lakosság változása | Lakosság változása | Lakosság változása | Lakosság változása | Lakosság változása | Lakosság változása | Lakosság változása | Lakosság változása |
| ------------------ | ------------------ | ------------------ | ------------------ | ------------------ | ------------------ | ------------------ | ------------------ | ------------------ | ------------------ | ------------------ | ------------------ | ------------------ | ------------------ | ------------------ | ------------------ |
| 1857               | 1869               | 1880               | 1890               | 1900               | 1910               | 1921               | 1931               | 1948               | 1953               | 1961               | 1971               | 1981               | 1991               | 2001               | 2011               |
| 410                | 444                | 492                | 550                | 694                | 667                | 648                | 714                | 788                | 740                | 634                | 500                | 393                | 286                | 211                | 186                |

## Nevezetességei
A faluban két harangláb áll. A pravoszláv az 1980-as években épült, míg a katolikus a 20. század első feléből származik.

## Oktatás
A településen a szalatnoki elemi iskola alsó tagozatos területi iskolája működik.